# Volemys
Volemys ist eine Gattung von Nagetieren in der Unterfamilie der Wühlmäuse (Arvicolinae) mit zwei Arten, die in der chinesischen Provinz Sichuan vorkommen.
Folgende Arten zählen zur Gattung:
- Sichuan-Wühlmaus (Volemys millicens), lebt in Gebirgen oberhalb 4000 Meter Meereshöhe.
- Marie-Wühlmaus oder Maries Kleine Wühlmaus (Volemys musseri), bewohnt Gebirgsregionen zwischen 2300 und 3700 Meter Meereshöhe.

Früher wurden auch die Arten Microtus clarkei und Microtus kikuchii zur Gattung Volemys gezählt.
Diese Wühlmäuse erreichen eine Kopf-Rumpf-Länge von 83 bis 130 mm sowie eine Schwanzlänge von 46 bis 70 mm. Sie sind oberseits dunkelbraun gefärbt, das Fell der Unterseite ist hellbraun oder grau. Auch der kurze Schwanz besitzt eine dunkle Oberseite und eine helle Unterseite. Dem flachen Schädel fehlen markante Höcker und Kanten. Die Volemys-Arten unterscheiden sich außerdem in abweichenden Details der Backenzähne von anderen Wühlmäusen.
Die bewohnten Gebirge sind mit Wäldern und Bergwiesen bedeckt. Da die Arten sehr selten sind, ist fast nichts über ihre Lebensweise bekannt.
Von der Weltnaturschutzunion (IUCN) werden beide Arten mit keine ausreichende Daten (Data Deficient) gelistet.